# 世芳宮
23°52′48″N 120°34′28″E / 23.880101°N 120.574464°E
世芳宮，又稱林媽廟，是位於臺灣彰化縣田中鎮大社里、八堡一圳、二圳分流處的廟宇，信眾會以番石榴（芭樂）祭神。

## 位置
廟曾歷經翻修，至1980年在信徒奔走下再度興建，今廟址在田中鎮大社里八堡一二圳分流處，又稱「林媽廟」。廟周圍為上百公頃的番石榴園，信徒以此營生。離高鐵彰化站距離不到一公里，與林先生廟相距不到十五公里。

## 神明
關於林先生廟所祭祀的林先生，在地方上有另一傳說版本，指其為水神的林媽娘娘顯靈化身。世芳宮主委鍾耀評表示，宋朝浙江有林妙蓮、林妙怡、林妙真三姊妹，生於熙寧年間，長年茹素禮佛修行，法號分別為「至妙」、「至善」、「至仁」。日後建有青蓮寺祭祀祂們，三神合稱為「林媽娘娘」。後信徒持其香灰到臺灣時，海上遇颱風，全船罹難。香灰逐浪漂至濁水溪畔，被一林姓人士拾獲。林媽娘娘就托夢，指示他至田中設廟供奉。
高鐵彰化站設立後，廟方也會讓林媽娘娘神像搭高鐵去宜蘭道教總廟三清宮進香，並順便推廣當地盛產的番石榴。
廟也供俸慚愧祖師。

## 祭品
民俗忌用番石榴祭神，理由是種子能從排泄物中長出枝枒成樹，但農業上許多品種早已多改無性繁殖。廟方想打破用此水果祭神的忌諱，特別至宜蘭縣的道教總廟三清宮請示，結果獲得聖杯，返鄉後就將番石榴當成祭品，並提出「提拔（芭）」為口號促銷。自2012年開始，廟方獻番石榴以祀神明，當年虔誠的信眾還有些疑慮。
2013年12月18日，林媽娘娘誕辰，果農的信徒因收入不錯，主動拿番石榴謝神，廟方還特別訂製一顆半個大人高的番石榴模型擺在廟前主桌，四周用上百顆番石榴圍成一堆。信眾刻意剖開脂胭芭樂，以紅色果肉來討喜。當日前來參拜的立委黃文玲稱讚，過去民眾拘泥傳統不敢用番石榴來敬神，近年只有公務機關敢帶頭改變，現在連廟宇都願意變，乃造福農家、全民之福。
2014年中華民國地方公職人員選舉時，當地的田中鎮長謝文賢、縣議員許書維、鎮代謝如鑾也用番石榴祭拜，後來皆當選。

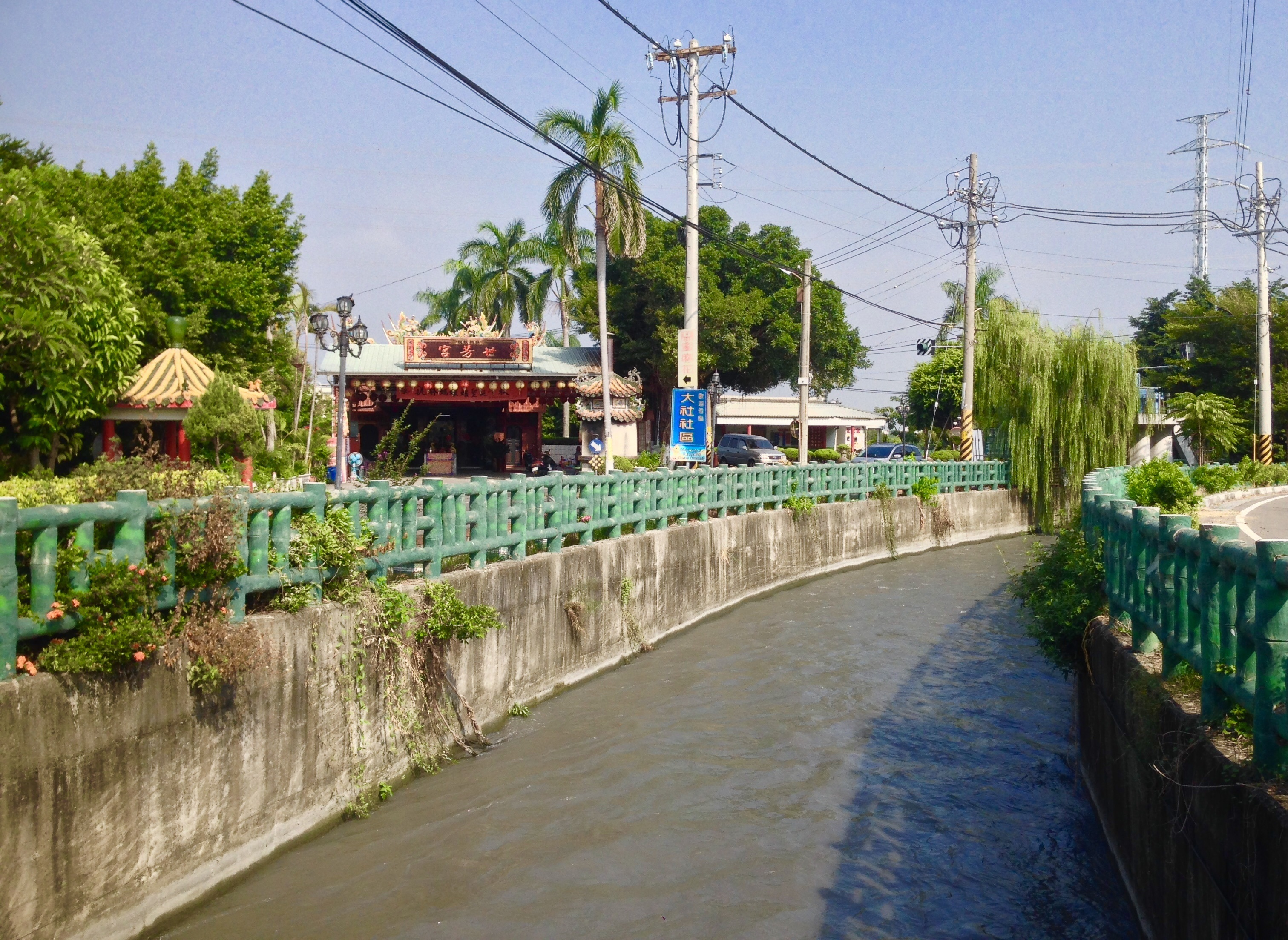
世芳宮與八堡一圳
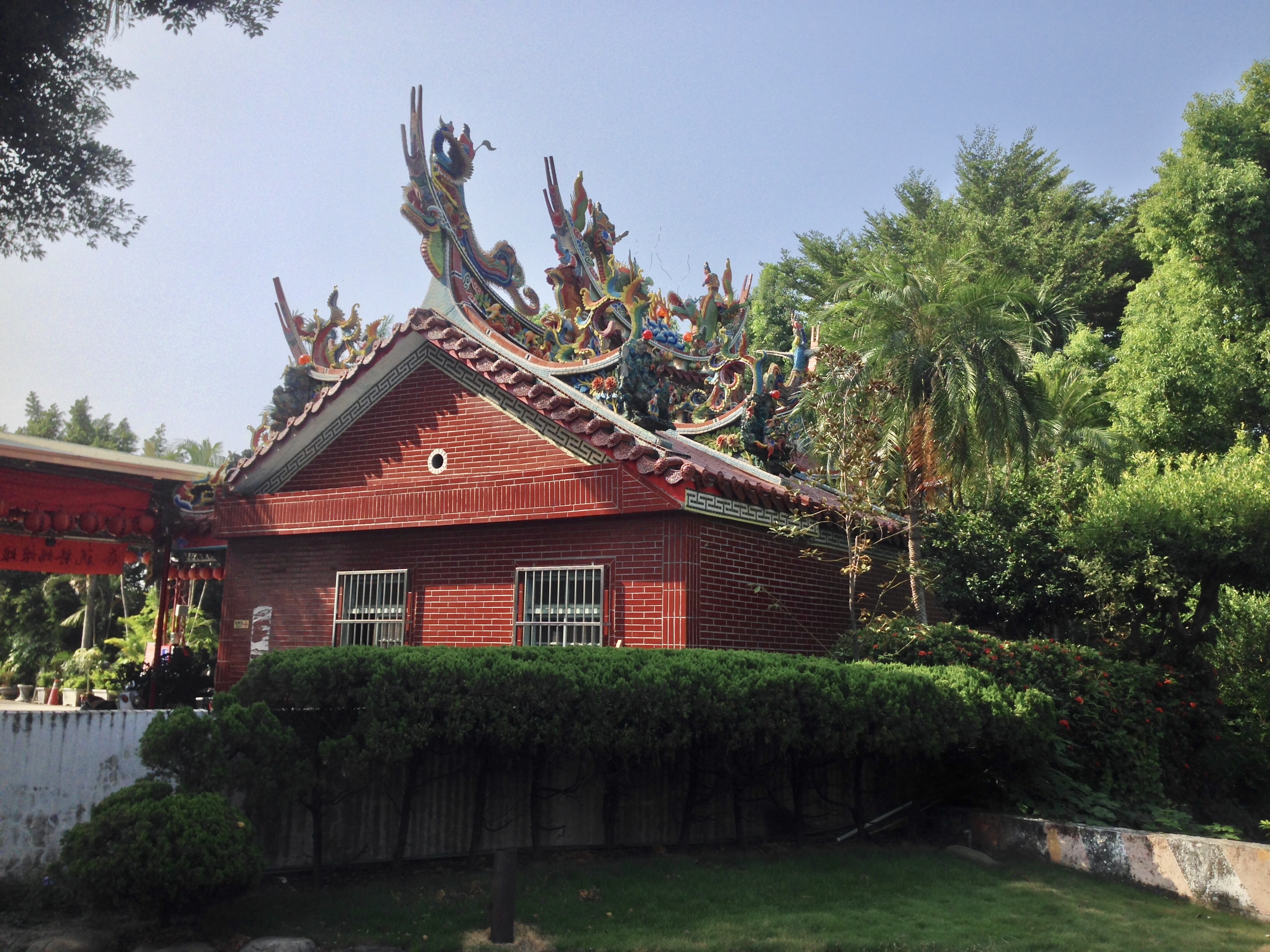
世芳宮側照
跑水祭照片
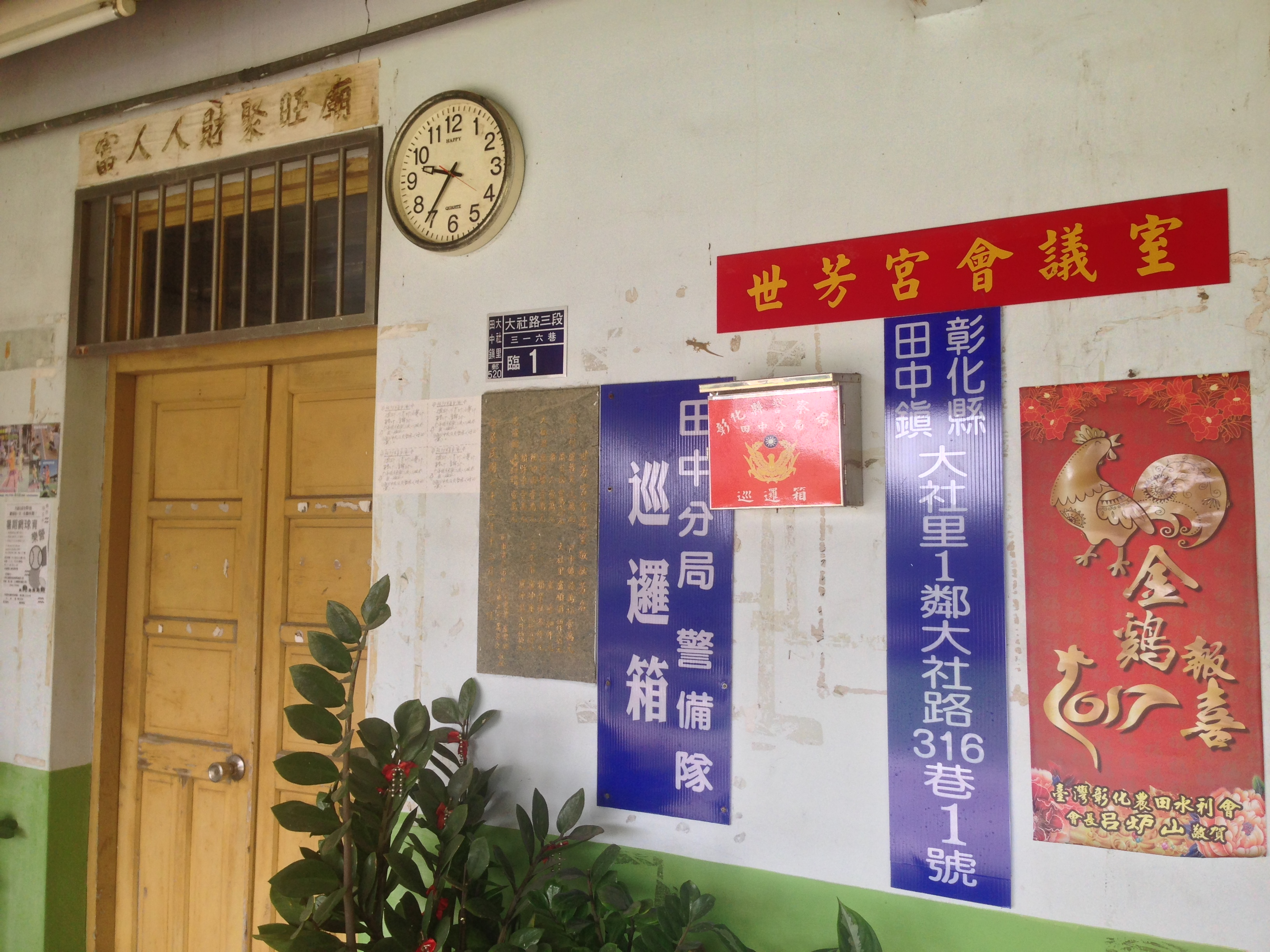
地址為大社里大社路316巷1號。